# Ouachita Parish
Ouachita Parish is een parish in de Amerikaanse staat Louisiana.
De parish heeft een landoppervlakte van 1.581 km² en telt 147.250 inwoners (volkstelling 2000). De hoofdplaats is Monroe.

## Bevolkingsontwikkeling

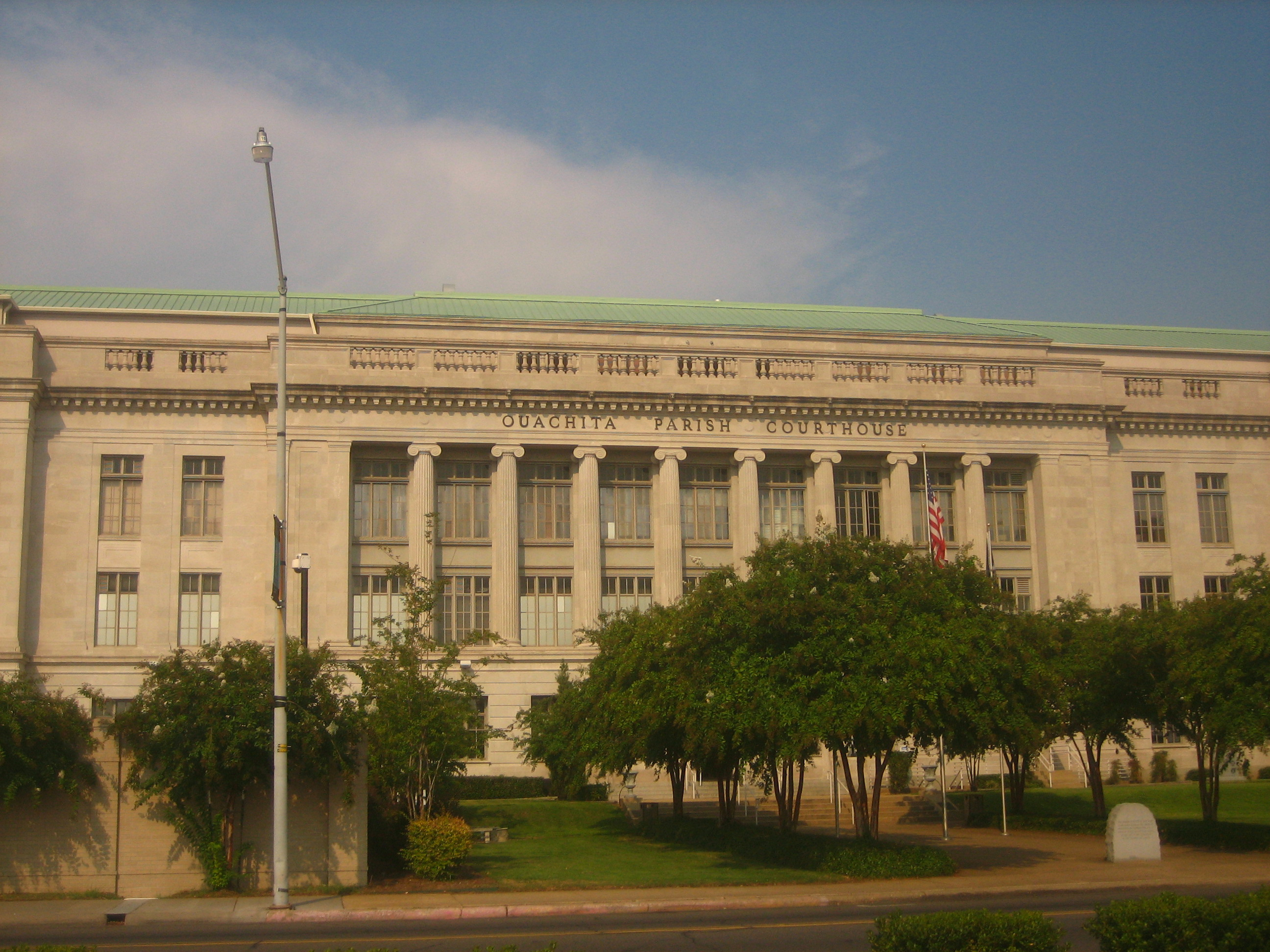
Ouachita Parish Courthouse